# 無法街の決闘
『無法街の決闘』（むほうがいのけっとう、原題・英語: Fort Worth）は、1951年に公開されたエドウィン・L・マリン監督、ランドルフ・スコット出演のアメリカ合衆国の西部劇映画である。監督のマリンは公開の2か月前に亡くなったので本作が最後の監督作品になった。

## キャスト
| 役名             | 俳優                   | 日本語吹替                        |
| 役名             | 俳優                   | ？版                              |
| ---------------- | ---------------------- | --------------------------------- |
| ネッド           | ランドルフ・スコット   | 矢島正明                          |
| ブレア           | デヴィッド・ブライアン | 細井重之                          |
| フローラ         | フィリス・サクスター   | 平井道子                          |
| 不明 その他      | N/A                    | 渡部猛 千葉順二 宮本和男 神山卓三 |
| 日本語版スタッフ |                        |                                   |
| 演出             | 演出                   | 斯波重治                          |
| 翻訳             | 翻訳                   | 榎あきら                          |
| 効果             |                        |                                   |
| 制作             | 制作                   | オムニバスプロモーション          |
| 初回放送         |                        |                                   |